# Oecophylla atavina
Oecophylla atavina är en myrart som beskrevs av Cockerell 1915. Oecophylla atavina ingår i släktet Oecophylla och familjen myror. Inga underarter finns listade i Catalogue of Life.